# Gijón Open 2022
Gijón Open 2022 byl profesionální tenisový turnaj mužů hraný na okruhu ATP Tour v Palacio de Deportes de Gijón, na dvorcích s tvrdým povrchem. Gijón Open probíhal mezi 10. až 16. říjnem 2022 v přímořském asturijském městě Gijón.
Turnaj dotovaný 675 645 eury patřil do kategorie ATP Tour 250. Do dvouhry nastoupilo dvacet osm hráčů a ve čtyřhře startovalo šestnáct párů. Nejvýše nasazeným singlistou se stal devátý tenista světa Andrej Rubljov. Jako poslední přímý účastník do hlavní soutěže nastoupil francouzský 76. hráč žebříčku Constant Lestienne.
Gijón Open byl do 41. týdne kalendáře sezóny zařazen během července 2022 jako náhrada za zrušené podzimní turnaje v Číně v důsledku proticovidových pandemických omezení. Organizátoři získali jednoletou licenci.
V důsledku invaze Ruska na Ukrajinu na konci února 2022 řídící organizace tenisu ATP, WTA a ITF s grandslamy rozhodly, že ruští a běloruští tenisté mohli dále na okruzích startovat, ale do odvolání nikoli pod vlajkami Ruska a Běloruska.
Dvanáctý singlový titul na okruhu ATP Tour získal 24letý Andrej Rubljov. Čtyřhru ovládli Argentinci Máximo González s Andrésem Moltenim, kteří v této úrovni tenisu vybojovali první společnou  trofej.

## Rozdělení bodů a finančních odměn

### Rozdělení bodů
| Soutěž  | Soutěž | vítězové | finalisté | semifinalisté | čtvrtfinalisté | 16 v kole | 28 v kole | Q  | Q2 | Q1 |
| ------- | ------ | -------- | --------- | ------------- | -------------- | --------- | --------- | -- | -- | -- |
| dvouhra | [ 1 ]  | 250      | 150       | 90            | 45             | 20        | 0         | 12 | 6  | 0  |
| čtyřhra | [ 9 ]  | 250      | 150       | 90            | 45             | 0         | —         | —  | —  | —  |

### Finanční odměny
| Soutěž                                | Soutěž       | vítězové | finalisté | semifinalisté | čtvrtfinalisté | 16 v kole | 28 v kole | Q2      | Q1      |
| ------------------------------------- | ------------ | -------- | --------- | ------------- | -------------- | --------- | --------- | ------- | ------- |
| dvouhra                               | [ 1 ] [ 10 ] | 93 090 € | 54 300 €  | 31 925 €      | 18 495 €       | 10 740 €  | 6 565 €   | 3 280 € | 1 790 € |
| čtyřhra                               | [ 9 ]        | 32 340 € | 17 300 €  | 10 150 €      | 5 670 €        | 3 340 €   | —         | —       | —       |
| částka ve čtyřhrách je uvedena na pár |              |          |           |               |                |           |           |         |         |

## Dvouhra

### Nasazení
| Stát                         | Hráč                        | ATP | Nasazení |
| ---------------------------- | --------------------------- | --- | -------- |
|                              | Andrej Rubljov              | 9.  | 1.       |
| Španělsko                    | Pablo Carreño Busta         | 15. | 2.       |
| Španělsko                    | Roberto Bautista Agut       | 21. | 3.       |
| Argentina                    | Francisco Cerúndolo         | 29. | 4.       |
| USA                          | Tommy Paul                  | 30. | 5.       |
| Španělsko                    | Alejandro Davidovich Fokina | 31. | 6.       |
| Argentina                    | Sebastián Báez              | 35. | 7.       |
| Španělsko                    | Albert Ramos-Viñolas        | 40. | 8.       |
| Žebříček ATP k 3. říjnu 2022 |                             |     |          |

### Jiné formy účasti

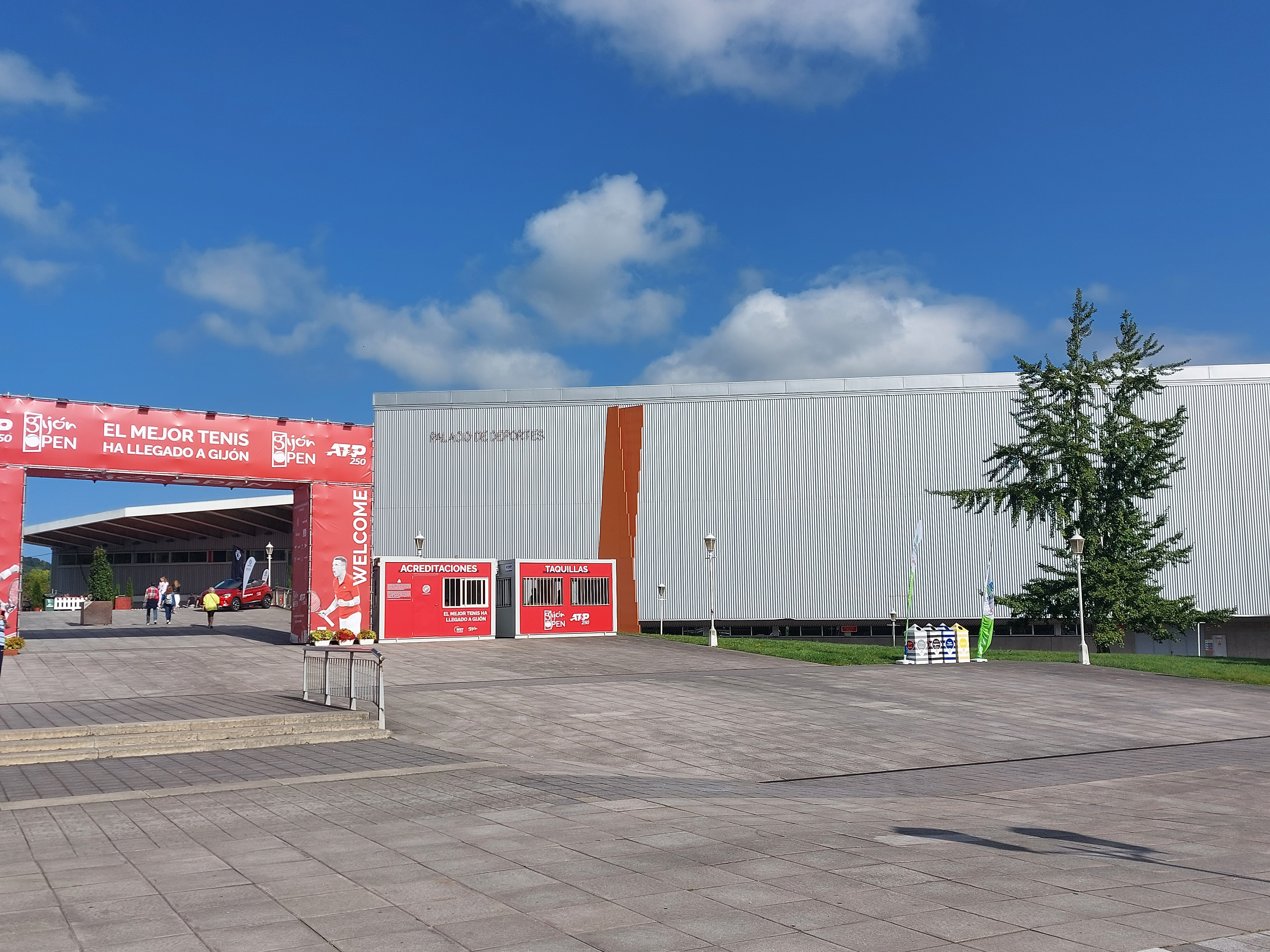
Exteriér stadionu

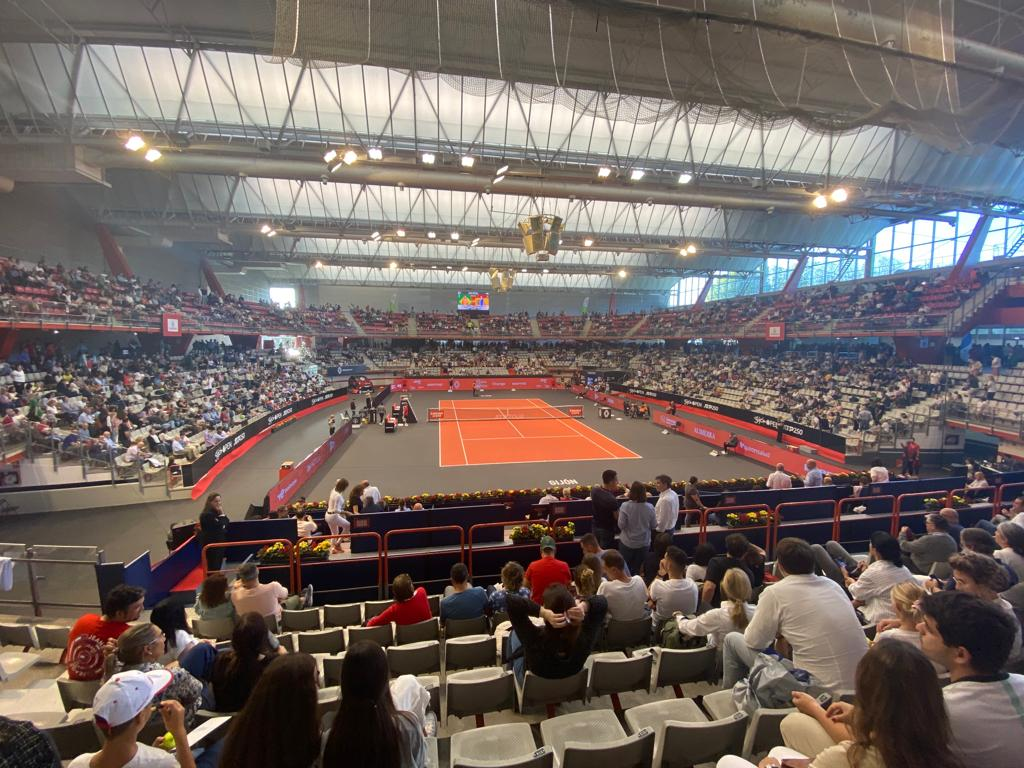
Centrální dvorec

Následující hráčí obdrželi divokou kartu do hlavní soutěže:
- Martín Landaluce
- Feliciano López
- Andy Murray

Následující hráč nastoupil pod žebříčkovou ochranou:
- Dominic Thiem

Následující hráči postoupili z kvalifikace:
- Nicolás Álvarez Varona
- Manuel Guinard
- Marco Trungelliti
- Alexej Vatutin

Následující hráč postoupil z kvalifikace jako šťastný poražený:
- Carlos Taberner

### Odhlášení
před zahájením turnaje
- Adrian Mannarino → nahradil jej  Carlos Taberner

## Čtyřhra

### Nasazení
| Stát                                                                                  | Hráč              | Stát               | Hráč                 | ATP | Nasazení |
| ------------------------------------------------------------------------------------- | ----------------- | ------------------ | -------------------- | --- | -------- |
| Španělsko                                                                             | Marcel Granollers | Argentina          | Horacio Zeballos     | 23. | 1.       |
| Itálie                                                                                | Simone Bolelli    | Itálie             | Fabio Fognini        | 51. | 2.       |
| Brazílie                                                                              | Rafael Matos      | Španělsko          | David Vega Hernández | 70. | 3.       |
| Portugalsko                                                                           | Francisco Cabral  | Spojené království | Jamie Murray         | 77. | 4.       |
| Žebříček ATP k 3. říjnu 2022; číslo je součtem žebříčkového postavení obou členů páru |                   |                    |                      |     |          |

### Jiné formy účasti
Následující páry obdržely divokou kartu do hlavní soutěže:
- Alejandro Davidovich Fokina /  Martín Landaluce
- Sergio Martos Gornés /  Jaume Munar

Následující pár nastoupil z pozice náhradníka:
- Sander Arends /  David Pel

### Odhlášení
před zahájením turnaje
- William Blumberg /  Tommy Paul → nahradili je  Diego Hidalgo /  Cristian Rodríguez
- Rohan Bopanna /  Matwé Middelkoop → nahradili je  Marcos Giron /  Hunter Reese
- Adrian Mannarino /  Fabrice Martin → nahradili je  Sander Gillé /  Fabrice Martin
- Hugo Nys /  Jan Zieliński → nahradili je  Nikola Ćaćić /  Hugo Nys
- Albert Ramos-Viñolas /  Bernabé Zapata Miralles → nahradili je  Sander Arends /  David Pel

## Přehled finále

### Mužská dvouhra
- Andrej Rubljov vs.  Sebastian Korda, 6–2, 6–3

### Mužská čtyřhra
- Máximo González /  Andrés Molteni vs.  Nathaniel Lammons /  Jackson Withrow, 6–7(6–8), 7–6(7–4), [10–5]